# Moscow Mule
«Moscow Mule» — песня пуэрто-риканского рэпера Бэд Банни. Она вышла 6 мая 2022 и стала вторым синглом рэпера из альбома Un Verano Sin Ti 2022 года после «Callaíta». Авторами песни являются Бэд Банни, MAG, Мик Куган и Скотт Диттрих, а продюсерами этой песни выступили MAG, Мик и Скотт. Название песни отсылает к одноимённому коктейлю.
На 65-й церемонии «Грэмми» песня номинирована в категории «Лучшее сольное поп-исполнение».

## История
«Moscow Mule» открывает альбом Un Verano Sin Ti в качестве его первой песни. Это непринужденный, наполненный синтезаторами трек в стиле реггетон, который быстро задает тон остальной части альбома. Журнал Billboard назвал его ритм неотразимым.
Алексис Петритдис в газете The Guardian назвал «Moscow Mule» хорошей песней с приятным солнечным настроением, но отметил, что «... её сочетание реггетон-битов и автонастроенного вокала кажется очень знакомым, независимо от языка, на котором она поётся».
«Moscow Mule» возглавил чарты нескольких стран, включая Испанию, Мексику, Перу и Чили. Все композиции из нового альбома Un Verano Sin Ti вошли в чарт Hot Latin Songs. Из 23 треков песня «Moscow Mule» заняла первое место в этом чарте (от 21 мая 2022 года).

### Итоговые списки
| Публикация/критик | Список                     | Ранг | Ссылка |
| ----------------- | -------------------------- | ---- | ------ |
| Billboard         | The 100 Best Songs of 2022 | 27   | [ 5 ]  |

## Музыкальное видео
Музыкальное видео на песню было снято режиссером Stillz и показывает Бэд Банни в роли мужского двойника мифических женщин-русалок. Видео начинается с того, что Бэд Банни путешествует автостопом, совершенно голый, пока будущий любовный интерес не подбирает его на пикапе. Она даёт ему одежду, он поёт ей серенаду у костра, и они всю ночь веселятся в клубе. Когда они направляются к пляжу, камера фокусируется на голом Бэд Банни, показывая, что он как русалка плещется в воде и катается на лошадях со своей подругой. В конце концов он убегает в воду и исчезает в волнах. Это одна из немногих композиций в альбоме, на которую есть официальное музыкальное видео.

## Чарты
| Чарт (2022)                            | Высшая позиция |
| -------------------------------------- | -------------- |
| Аргентина (Argentina Hot 100)          | 8              |
| Боливия (Billboard)                    | 2              |
| Канада (Billboard Canadian Hot 100)    | 50             |
| Чили (Billboard)                       | 1              |
| Колумбия (Billboard)                   | 2              |
| Коста-Рика (Monitor Latino)            | 19             |
| Эквадор (Billboard)                    | 1              |
| Франция (SNEP)                         | 141            |
| Мир (Billboard Global 200)             | 2              |
| Гондурас (Monitor Latino)              | 9              |
| Ирландия (IRMA)                        | 74             |
| Италия (FIMI)                          | 77             |
| Люксембург (Billboard)                 | 23             |
| Мексика (Billboard)                    | 1              |
| Мексика (Streaming, AMPROFON)          | 6              |
| Нидерланды (Single Tip)                | 7              |
| Новая Зеландия (RMNZ)                  | 25             |
| Никарагуа (Monitor Latino)             | 9              |
| Парагвай (Monitor Latino)              | 4              |
| Перу (Billboard)                       | 1              |
| Португалия (AFP)                       | 32             |
| Испания (PROMUSICAE)                   | 1              |
| Швеция (Heatseeker, Sverigetopplistan) | 16             |
| Швейцария (Schweizer Hitparade)        | 25             |
| США (Billboard Hot 100)                | 4              |
| США (Billboard Hot Latin Songs)        | 1              |
| США (Billboard Latin Airplay)          | 1              |
| США (Billboard Latin Rhythm Airplay)   | 1              |
| США (Billboard Rhythmic)               | 23             |

| Чарт (2022)                    | Позиция |
| ------------------------------ | ------- |
| Global 200 (Billboard)         | 26      |
| US Billboard Hot 100           | 44      |
| US Hot Latin Songs (Billboard) | 3       |

## Сертификации
| Регион                                                                      | Сертификация  | Продажи |
| --------------------------------------------------------------------------- | ------------- | ------- |
| Португалия (AFP)                                                            | Золотой       | 5000    |
| Испания (PROMUSICAE)                                                        | 3× Платиновый | 180 000 |
| Данные о продажах + прослушиваниях приведены только на основе сертификации. |               |         |